# Chodovoplánský dub
Chodovoplánský dub je památný strom u Chodové Plané. Zdravý dub letní (Quercus robur) roste na severovýchodním okraji vesnice po pravé straně silnice č. 230 směřující do Mariánských Lázní v nadmořské výšce 536 m. Obvod vysokého přímého kmene měří 465 cm a koruna stromu dosahuje do výšky 30 m (měření 1986). Dub je chráněn od roku 1987 pro svůj vzrůst a jako krajinná dominanta.

## Stromy v okolí
- Kyjovská lípa
- Lípa u Pístovského památníku
- Lípy u Tabákového mlýna
- Buk u měšťanského pivovaru v Plané
- Alej ke Svaté Anně v Plané